# 1873
1873 (MDCCCLXXIII) byl rok, který dle gregoriánského kalendáře započal středou.

## Události
Česko
- 2. dubna – Dubnová ústava
- říjen – Volby do Říšské rady
- Poslední velká epidemie pravých neštovic v Čechách, při které zemřelo kolem 43 000 lidí
- Byla zprovozněna železniční trať Chomutov – Cheb

Svět
- 1. ledna – Japonsko zavedlo gregoriánský kalendář
- 10. února – Španělský král Amadeus I. abdikoval a následující den parlament vyhlásil První španělskou republiku.
- 20. února – John Moresby jako první navštívil místo v Papui Nové Guineji, kde později vzniklo město Port Moresby
- 22. března – Na území Portorika zrušeno otroctví.
- 1. dubna – Při potopení britského zaoceánského parníku RMS Atlantic u Nového Skotska zahynulo 547 lidí.
- 5. května – Skandinávská měnová unie mezi Dánskem a Švédskem
- 9. května – Krach na vídeňské burze
- 27. května – Při vykopávkách v Tróji nalezl německý archeolog Heinrich Schliemann tzv. Priamův poklad
- 1. července – Ostrov prince Edwarda se připojil ke Kanadě a stal se nejmenší kanadskou provincií.
- 10. srpna – Založena první turistická organizace v Uhersku – Uherský karpatský spolek
- 30. srpna – Během Rakousko‑uherské expedice k severnímu pólu byla v Severním ledovém oceánu objevena Země Františka Josefa.
- 17. listopadu – Spojením Budína, Starého Budína a Pešti vznikla Budapešť
- Lotyšský skladatel Kārlis Baumanis složil píseň Dievs, svētī Latviju (Bože, požehnej Lotyšsku), která byla přijata za lotyšskou hymnu.
- V Japonsku zrušena Samurajská vrstva a zakázána sebevražda Seppuku.
- Založen skotský fotbalový klub Rangers FC

## Vědy a umění
- 2. ledna – Vyšlo první číslo obnoveného českého časopisu Lumír. Redigovali jej Jan Neruda a Vítězslav Hálek, od roku 1877 Josef Václav Sládek.
- Byl získán heroin, derivát morfinu

## Knihy
- Jakub Arbes – Svatý Xaverius
- Karolina Světlá – Nemodlenec
- Lev Nikolajevič Tolstoj – Anna Kareninová
- Jules Verne – Cesta kolem světa za osmdesát dní
- Jules Verne – Země kožešin
- Émile Zola – Břicho Paříže

## Narození
Automatický abecedně řazený seznam viz Kategorie:Narození v roce 1873

### Česko

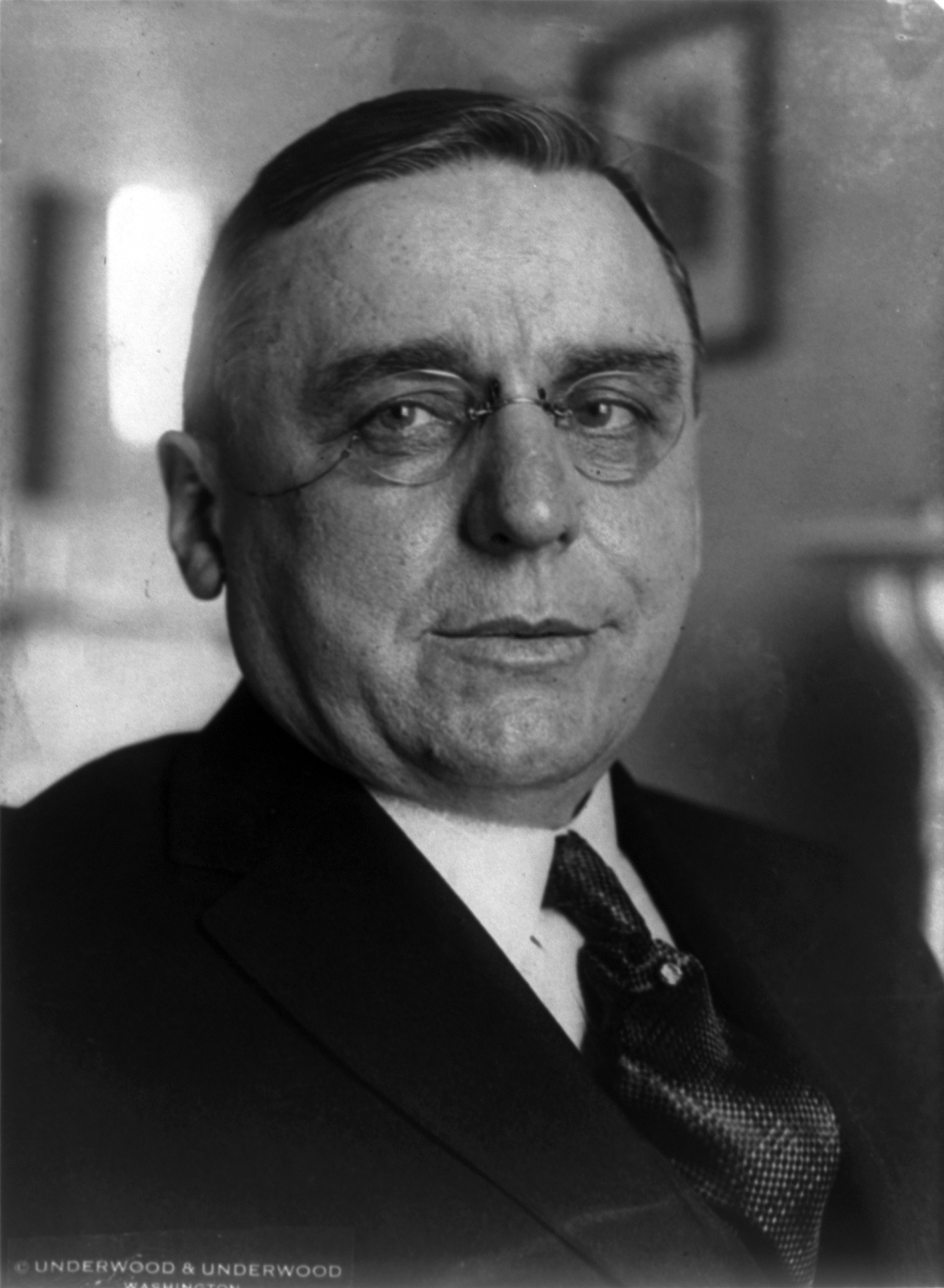
Antonín Čermák (* 9. května)

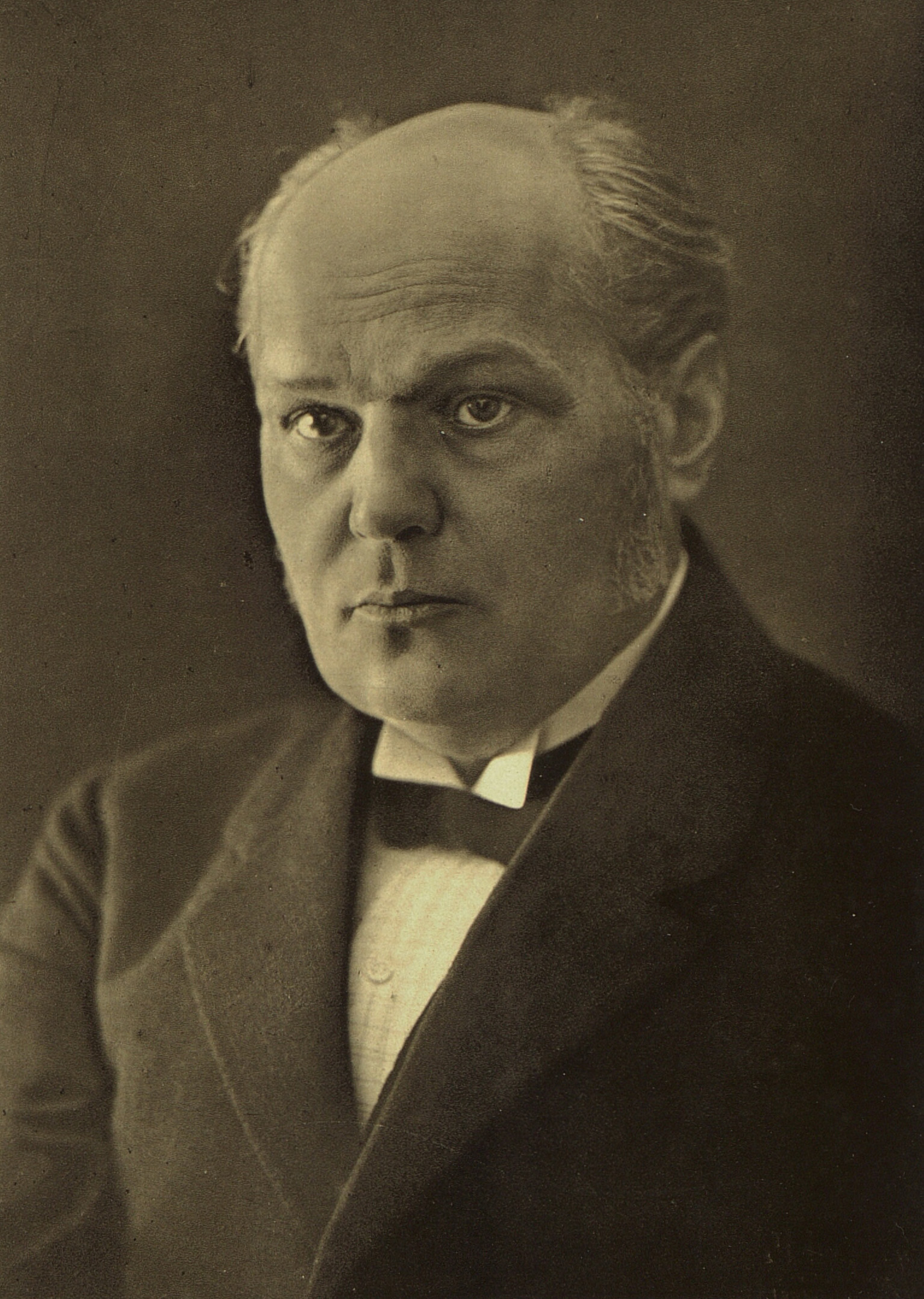
Antonín Švehla (* 15. dubna)

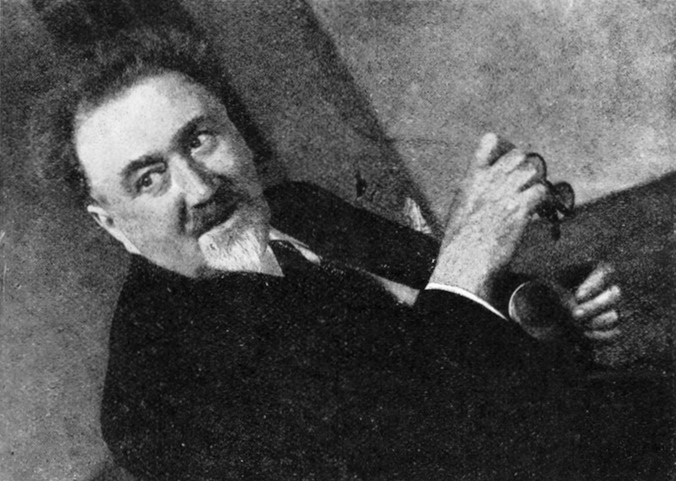
Max Švabinský (* 17. září)

- 3. ledna – Richard Lauda, malíř († 24. července 1929)
- 6. ledna – František Hnátek, výtvarník a spisovatel († 16. ledna 1941)
- 18. ledna
  - Marie Ptáková, herečka († 25. ledna 1953)
  - Anton Gnirs, český, německy mluvící učitel, archeolog, konzervátor, archivář a historik († 10. prosince 1933)
- 31. ledna – Alois Zima, architekt († 29. dubna 1960)
- 1. února
  - Václav Hýbner, politik († 11. března 1943)
  - Rudolf Saliger, rektor na technické univerzity ve Vídni († 31. ledna 1958)
  - Jiří Skorkovský, politik († 4. února 1931)
- 9. února
  - Josef Florian, literát, vydavatel a překladatel († 29. prosince 1941)
  - Jano Köhler, malíř († 20. ledna 1941)
- 11. února – Wilhelm Herlinger, československý politik německé národnosti († 16. března 1939)
- 17. února – Josef Tichánek, malíř († 17. ledna 1950)
- 24. února – Josef Kuška, kněz, generální vikář české části litoměřické diecéze († 25. ledna 1953)
- 3. března
  - Hugo Baar, malíř († 18. června 1912)
  - Arnošt Praus, varhaník a hudební skladatel († 12. listopadu 1907)
- 12. března – Bohumil Němec, botanik, rektor University Karlovy a politik († 7. dubna 1966)
- 13. března – Karel Bastl, hudební skladatel († 24. října 1918)
- 22. března – Fanni Blatny, československá politička německé národnosti († 22. prosince 1949)
- 27. března – Vojtěch Hybášek, kněz, hudebník, propagátor české hudby a spisovatel († 28. listopadu 1947)
- 29. března – Rudolf Mrva, svědek v procesu s hnutím Omladiny († 24. prosince 1893)
- 3. dubna
  - Jan Janský, objevitel čtyř základních krevních skupin († 8. září 1921)
  - Franz Karl Stark, československý politik německé národnosti († ?)
- 15. dubna – Antonín Švehla, politik, předseda tří vlád († 12. prosince 1933)
- 16. dubna – Jan Nepomuk Polášek, skladatel a sběratel lidových písní († 3. dubna 1956)
- 19. dubna – Josef Svozil, politik († 28. března 1949)
- 22. dubna – Karl Stellwag, československý agronom, archeolog a politik německé národnosti († 20. února 1963)
- 28. dubna – Vincenc Čundrlík, politik († ?)
- 5. května – Vilém Pospíšil, bankéř a první guvernér Národní banky Československé († 27. listopadu 1942)
- 6. května
  - Lothar Suchý, novinář, překladatel a spisovatel († 4. května 1959)
  - Wilhelm Wiechowski, československý politik německé národnosti († 19. prosince 1928)
- 9. května – Antonín Čermák, starosta Chicaga († 6. března 1933)
- 12. května – František Picka, varhaník, dirigent, sbormistr a hudební skladatel († 18. října 1918)
- 17. května – Petr Pavlán, politik († ?)
- 24. května – Josef Hudec, politik († 27. prosince 1957)
- 28. května – Jan Prokeš, politik († 11. prosince 1935)
- 5. června – Josef Hůla, ministr železnic († 3. dubna 1943)
- 8. června – Edward Babák, fyziolog, rektor Masarykovy univerzity v Brně († 30. května 1926)
- 21. června – Břetislav Tolman, profesor vodního stavitelství, rektor ČVUT († 9. května 1937)
- 24. června – Kamil Nagy, nejvyšší představitel Českobratrské církve evangelické († 26. září 1939)
- 7. července – Anna Sychravová, politička († 22. února 1925)
- 11. července – Jindřich Fürst, malíř († 27. ledna 1943)
- 13. července – Alfons Breska, básník a překladatel († 26. září 1946)
- 24. července – Antonín Jakl, houslista a skladatel († 20. prosince 1948)
- 29. července – Gustav Mazanec, politik († 25. prosince 1938)
- 31. července – Vojtěch Preissig, malíř a účastník protinacistického odboje († 11. června 1944)
- 1. srpna – Josef Černoch, spisovatel († 8. června 1953)
- 18. srpna – Leo Slezak, operní tenorista († 1. června 1946)
- 19. srpna – Ludvík Vacátko, malíř († 26. listopadu 1956)
- 23. srpna – František Houska, kynolog a spisovatel († 28. srpna 1945)
- 24. srpna – Marie Stejskalová, hospodyně v rodině Leoše Janáčka († 2. června 1968)
- 2. září – August Brömse, německý výtvarník žijící převážně v Čechách († 7. listopadu 1925)
- 8. září – Josef Koždoň, slezský národní buditel († 7. prosince 1949)
- 10. září – Šimon Roháček, československý politik slovenské národnosti († 24. února 1934)
- 14. září – Václav Felix, fyzik, rektor Českého vysokého učení technického († 19. února 1933)
- 15. září – Jozef Cholek, československý politik slovenské národnosti († 20. listopadu 1928)
- 17. září – Max Švabinský, malíř († 10. února 1962)
- 19. září – Josef Schiller, československý politik německé národnosti († 1. listopadu 1929)
- 21. září – Wilhelm Niessner, československý politik německé národnosti († 14. května 1953)
- 23. září – Friedrich Benze, matematik († 18. února 1940)
- 28. září – Josef Pekárek, sochař a medailér († 13. prosince 1930)
- 10. října – Adam Fahrner, československý politik německé národnosti († 1945)
- 15. října – Vojtěch Šanda, děkan teologické fakulty Univerzity Karlovy, profesor semitských jazyků († 24. prosince 1953)
- 20. října – František Myslivec, kněz, folklorista a spisovatel († 21. srpna 1934)
- 23. října
  - Cyril Mandel, malíř († 16. srpna 1907)
  - Karel Sellner, spisovatel († 26. února 1955)
- 26. října – Gabriel Volko, československý politik slovenské národnosti († 25. února 1960)
- 4. listopadu – Ernst Grünzner, československý politik německé národnosti († 1956)
- 8. listopadu – Adolf Piskáček, skladatel, sbormistr a spisovatel († 7. června 1919)
- 11. listopadu – Anna Maria Tilschová, prozaička († 18. června 1957)
  - Eugen Ledebur-Wicheln, československý politik německé národnosti († 12. listopadu 1945)
  - Jaroslav Mácha, lékař ftizeolog, dirigent a skladatel († 3. ledna 1963)
- 13. listopadu
  - Stanislav Lolek, malíř († 9. května 1936)
  - Stanislav Marák, politik († 5. října 1937)
- 16. listopadu – Roderich Bass, klavírista a skladatel († 24. května 1933)
- 17. listopadu – František Pechman, politik († 23. března 1947)
- 25. listopadu – Bohumil Jakubka, politik († ?)
- 28. listopadu – Otakar Krouský, politik († 13. února 1952)
- 30. listopadu – Božena Benešová, básnířka a spisovatelka († 8. dubna 1936)
- 3. prosince – Theodor Hackenberg, československý politik německé národnosti († 26. března1946)
- 5. prosince – František Hummelhans, politik († 25. ledna 1942)
- 13. prosince – Emanuel Halman, sochař († 21. března 1945)
- 14. prosince – Václav Hlinomaz, hudební skladatel († 3. července 1941)
- 21. prosince
  - Jan Malypetr, premiér Československa († 27. září 1947)
  - Emanuel Rádl, biolog a filosof († 12. května 1942)
- 24. prosince – Emanuel Kubíček, kněz, jezuita, pedagog a církevní historik († 31. května 1933)
- 26. prosince – Karel Moor, skladatel, dirigent a sbormistr († 30. března 1945)

### Svět

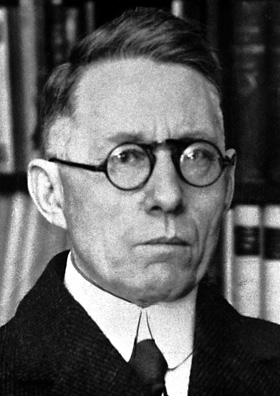
Johannes Vilhelm Jensen (* 20. ledna)

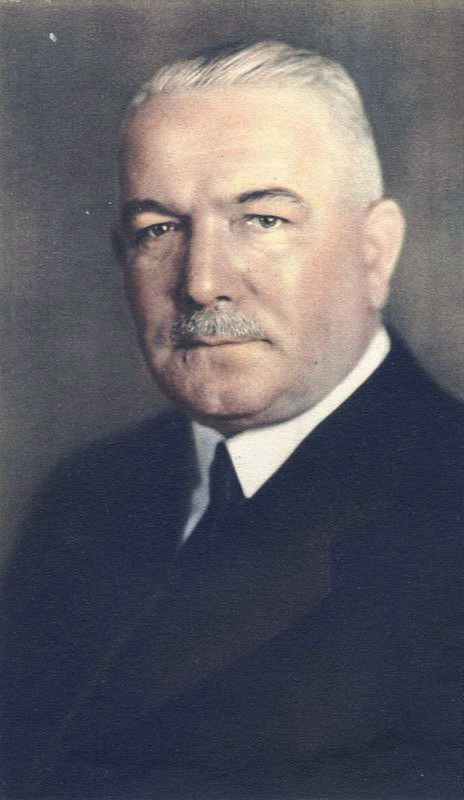
Konstantin von Neurath (* 2. února)

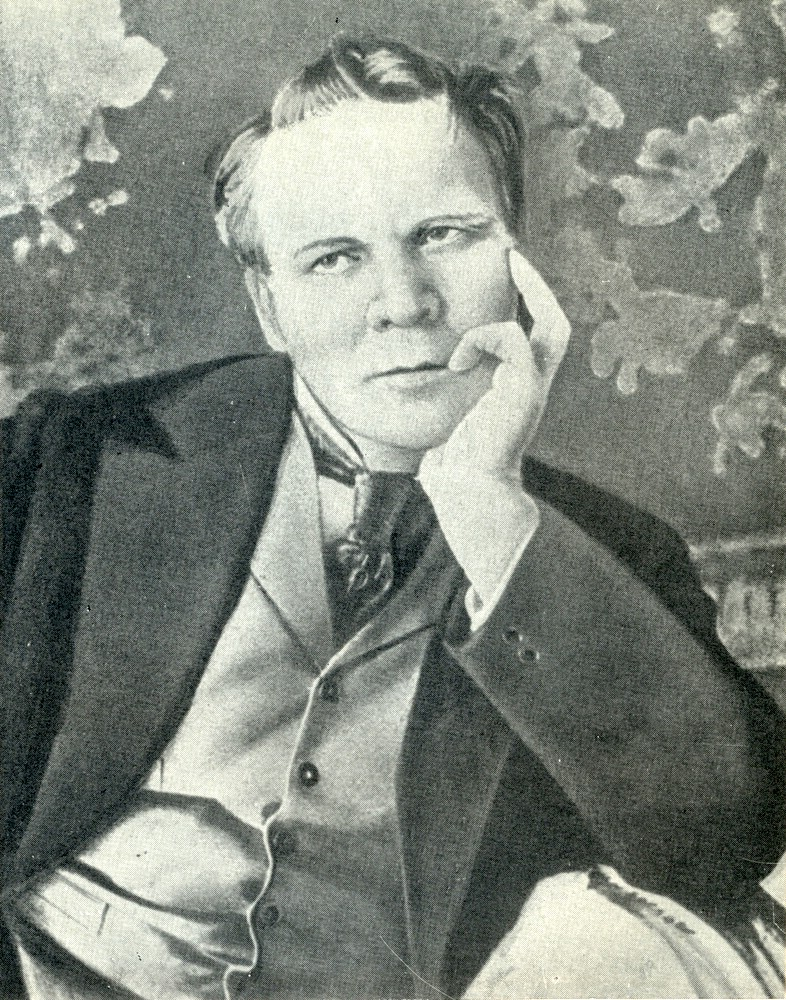
Fjodor Ivanovič Šaljapin (* 13. února)

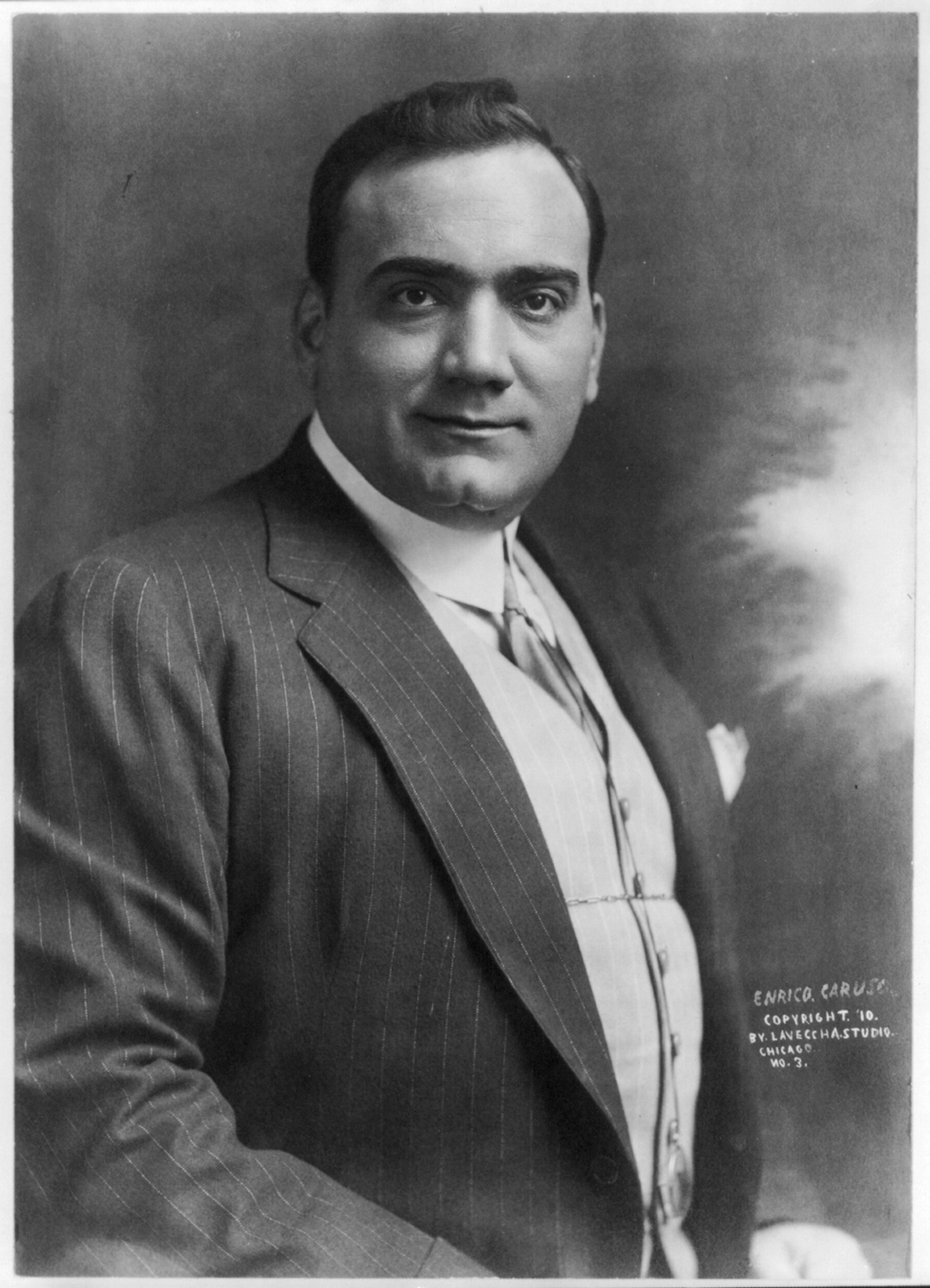
Enrico Caruso (* 25. února)

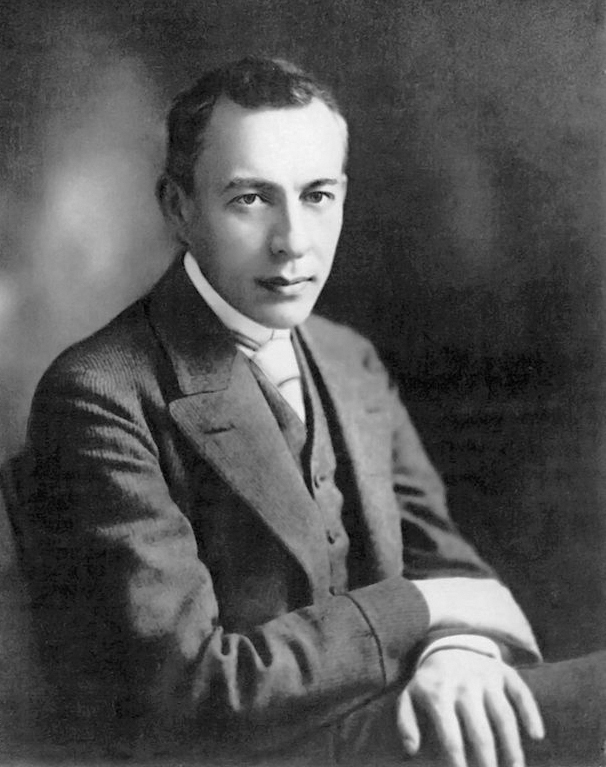
Sergej Rachmaninov (* 1. dubna)

- 1. ledna – Leon Czolgosz, atentátník, který zabil amerického prezidenta Williama McKinleyho († 29. října 1901)
- 2. ledna
  - Anton Pannekoek, nizozemský astronom a marxistický teoretik († 28. dubna 1960)
  - Terezie z Lisieux, katolická světice († 30. září 1897)
  - Ivan Babuškin, ruský revolucionář († 18. ledna 1906)
- 6. ledna – Karl Straube, německý varhaník a dirigent († 27. dubna 1950)
- 7. ledna
  - Charles Péguy, francouzský spisovatel, filosof a básník († 5. září 1914)
  - Adolph Zukor, filmový podnikatel, zakladatel Paramount Pictures († 10. června 1976)
- 8. ledna – Elena Černohorská, etiopská císařovna, albánská a italská královna († 28. listopadu 1957)
- 9. ledna
  - John Flanagan, americký trojnásobný olympijský vítěz v hodu kladivem († 3. června 1938)
  - Chajim Nachman Bialik, izraelský národní básník († 4. července 1934)
- 10. ledna – George Orton, kanadský olympijský vítěz na 3000 metrů překážek († 25. června 1958)
- 12. ledna – Spyridon Luis, řecký atlet, olympijský vítěz maratonu († 26. března 1940)
- 13. ledna – Joshua Benoliel, dvorní fotograf krále Karla I. Portugalského († 3. února 1932)
- 14. ledna
  - André Bloch, francouzský hudební skladatel a pedagog († 7. srpna 1960)
  - Manuel Ciges Aparicio, španělský spisovatel († 4. srpna 1936)
  - Mojsej Urickij, ruský politik († 30. srpna 1918)
- 15. ledna
  - Max Adler, rakouský marxistický filozof († 28. června 1937)
- 20. ledna – Johannes Vilhelm Jensen, dánský spisovatel, nositel Nobelovy ceny († 25. listopadu 1950)
- 21. ledna – Emilie Demant Hatt, dánská spisovatelka a etnoložka († 4. prosince 1958)
- 23. ledna – Michail Michajlovič Prišvin, ruský přírodovědec, etnograf, zeměpisec a spisovatel († 16. ledna 1954)
- 28. ledna – Colette, francouzská spisovatelka († 3. srpna 1954)
- 29. ledna – Luigi Amedeo di Savoia-Aosta, italský šlechtic, námořník, horolezec a cestovatel († 18. března 1933)
- 2. února
  - Leo Fall, vídeňský operetní skladatel († 16. září 1925)
  - Konstantin von Neurath, říšský protektor v Protektorátu Čechy a Morava († 14. srpna 1956)
- 4. února – Étienne Desmarteau, kanadský olympijský vítěz v hodu břemenem z roku 1904 († 29. října 1905)
- 7. února – Thomas Andrews, hlavní konstruktér Titanicu († 15. dubna 1912)
- 12. února – Barnum Brown, americký paleontolog († 5. února 1963)
- 13. února – Fjodor Ivanovič Šaljapin, operní pěvec-basista († 12. dubna 1938)
- 15. února – Hans von Euler-Chelpin, švédský biochemik, nositel Nobelovy ceny († 6. listopadu 1964)
- 17. února – Oscar Stjerne, švédský spisovatel († 24. října 1917)
- 25. února – Enrico Caruso, italský operní pěvec († 2. srpna 1921)
- 28. února – William McMaster Murdoch, skotský námořník na Titanicu († 15. dubna 1912)
- 19. března – Max Reger, německý varhaník, klavírista, skladatel a dirigent († 11. května 1916)
- 21. března – Esma Sultan, osmanská princezna, dcera sultána Abdulazize, sestra sultána Abdülhamida II. († 7. května 1899)
- 25. března – Rudolf Rocker, německý anarchosyndikalistický spisovatel a aktivista († 19. září 1958)
- 26. března – Condé Montrose Nast, americký vydavatel časopisů († 19. září 1942)
- 29. března – Tullio Levi-Civita, italský matematik († 29. prosince 1941)
- 1. dubna – Sergej Rachmaninov, ruský klavírista, dirigent a skladatel († 28. března 1943)
- 20. dubna
  - Gonbožab Cybikov, ruský cestovatel, etnograf a orientalista († 20. září 1930)
  - Wojciech Korfanty, vicepremiér Polské republiky († 17. srpna 1939)
- 22. dubna – Luigi Lucheni, italský anarchista († 19. října 1910)
- 23. dubna – Theodor Körner, rakouský prezident († 4. ledna 1957)
- 24. dubna – Arnold van Gennep, francouzský antropolog, religionista a etnolog († 7. května 1957)
- 10. května – Peyveste Hanımefendi, desátá manželka osmanského sultána Abdulhamida II. († 1943)
- 15. května – Pavlo Skoropadskyj, ukrajinský politik a vojevůdce († 26. dubna 1945)
- 20. května – Seraja Šapšal, představitel krymských a litevských Karaimů († 18. listopadu 1961)
- 29. května – Rudolf Tobias, estonský skladatel a varhaník († 29. října 1918)
- 3. června – Otto Loewi, rakousko-americký fyziolog a farmakolog, Nobelova cena 1936 († 25. prosince 1961)
- 7. června – Franz Weidenreich, německý anatom a antropolog († 11. července 1948)
- 12. června – Karol Kulisz, polský evangelický teolog († 8. května 1940)
- 21. června – Minya Diez-Dührkoop, německá fotografka († 17. listopadu 1929)
- 28. června
  - Alexis Carrel, francouzský lékař, nositel Nobelovy ceny († 5. listopadu 1944)
  - Vladimir Bonč-Brujevič, ruský bolševický žurnalista a spisovatel († 14. července 1955)
- 29. června – Leo Frobenius, německý antropolog a archeolog († 9. srpna 1938)
- 1. července – Andrass Samuelsen, faerský politik, první premiér († 30. června 1954)
- 6. července – William Hobson Mills, britský organický chemik († 22. února 1959)
- 7. července – Sándor Ferenczi, maďarský psychoanalytik († 22. května 1933)
- 10. července – Edmund Dene Morel, britský novinář, spisovatel a politik († 12. listopadu 1924)
- 20. července – Alberto Santos-Dumont, brazilský letecký konstruktér († 23. července 1932)
- 1. srpna – Christian Rakovskij, předseda lidových komisařů Ukrajinské SSR († 11. září 1941)
- 6. srpna – Otto von Feldmann, německý důstojník a politik († 20. května 1945)
- 7. srpna – Eugène Mittelhausser, francouzský generál († 19. prosince 1949)
- 13. srpna – Józef Haller de Hallenburg, polský generál († 14. července 1960)
- 20. srpna
  - Eliel Saarinen, finský architekt († 1. července 1950)
  - Eugen Schmalenbach, německý ekonom († 20. února 1955)
- 22. srpna – Alexandr Bogdanov, ruský bolševický filozof, ekonom a spisovatel († 7. dubna 1928)
- 26. srpna
  - Lee de Forest, americký vynálezce († 30. června 1961)
  - Şehzade Mehmed Ziyaeddin, syn osmanského sultána Mehmeda V. († 30. ledna 1938)
- 27. srpna – Jurij Michajlovič Stěklov, sovětský historik a novinář († 15. září 1941)
- 2. září – Johanne Hesbeck, dánská fotografka († 25. března 1927)
- 5. září – Bogumił Šwjela, dolnolužický evangelický duchovní, jazykovědec († 20. května 1948)
- 8. září – Alfred Jarry, francouzský spisovatel († 1. listopadu 1907)
- 9. září – Max Reinhardt, rakouský divadelní režisér († 31. října 1943)
- 13. září – Constantin Carathéodory, řecký matematik († 2. února 1950)
- 19. září – Rudolf Charousek, maďarský šachista († 18. dubna 1900)
- 20. září – Ferenc Szisz, maďarský automobilový závodník († 21. února 1944)
- 27. září – Hasan Prishtina, politický předák kosovských Albánců († 13. srpna 1933)
- 28. září – Wacław Berent, polský spisovatel († listopad 1940)
- 1. října – Oscar Schuster, německý horolezec († 2. června 1917)
- 3. října – Ivan Šmeljov, ruský spisovatel († 24. června 1950)
- 7. října – Ota z Windisch-Graetze, rakouský šlechtic († 25. prosince 1952)
- 8. října – Alexej Ščusev, ruský architekt († 24. května 1949)
- 9. října – Karl Schwarzschild, německý fyzik a astronom († 11. května 1916)
- 10. října
  - Ejnar Hertzsprung, dánský astronom († 21. října 1967)
  - Arthur Oncken Lovejoy, americký filozof († 30. prosince 1962)
- 12. října – Nadežda Petrović, srbská malířka přelomu 19. a 20. století († 3. dubna 1915)
- 14. října
  - José Serrano, španělský hudební skladatel († 8. března 1941)
  - Ray Ewry, americký atlet, olympijský vítěz († 29. září 1937)
  - Jules Rimet, zakladatele fotbalového mistrovství světa († 16. října 1956)
- 30. října – Francisco Madero, mexický politik, revolucionář, spisovatel a podnikatel († 22. února 1913)
- 4. listopadu – George Edward Moore, anglický filozof († 24. října 1958)
- 5. listopadu – Edwin Flack, australský atlet a tenista, olympijský vítěz († 10. ledna 1935)
- 9. listopadu – Tadeusz Miciński, polský spisovatel († únor 1918)
- 19. listopadu – Max Sillig, švýcarský hokejista, prezident Mezinárodní hokejové federace († 15. listopadu 1959)
- 24. listopadu – Julij Osipovič Martov, ruský politik a žurnalista († 4. dubna 1923)
- 25. listopadu – Moše Novomejskij, sionistický aktivista a průmyslník († 27. března 1961)
- 30. listopadu – William Boyle, 12. hrabě z Corku a Orrery, britský státník a politik († 19. dubna 1967)
- 7. prosince
  - Willa Cather, americká spisovatelka († 24. dubna 1947)
  - Viktor Černov, ruský politik, novinář, spisovatel, filosof († 15. dubna 1952)
- 13. prosince – Valerij Brjusov, ruský spisovatel, literární kritik a historik († 9. října 1924)
- ? – Ernest J. Bellocq, americký fotograf († září 1949)
- ? – Frank S. Matsura, japonský fotograf († 16. června 1913)
- ? – Rumeysa Aredba, osmanská šlechtična žijící v harému sultána Mehmeda VI. († 1929)

## Úmrtí
Automatický abecedně řazený seznam existujících biografií viz Kategorie:Úmrtí v roce 1873

### Česko

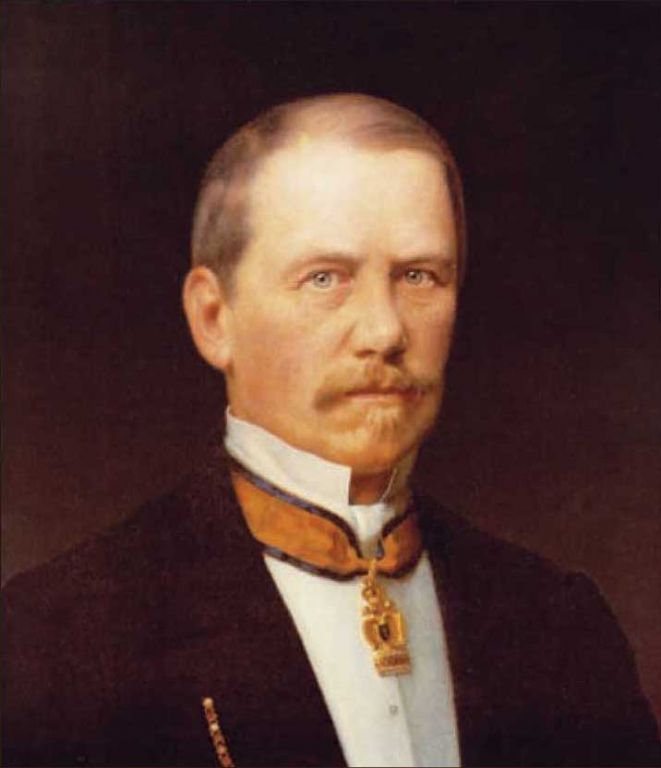
František Ringhoffer II. († 23. března)

- 5. února – Vojtěch Zuman, kněz, pedagog a historik (* 1792)
- 7. března – Tomáš Šobr, politik, starosta Písku (* 1. září 1813)
- 14. března – Vincenc Mastný, podnikatel a politik (* 23. listopadu 1809)
- 23. března – František Ringhoffer II., český a rakouský podnikatel a politik (* 28. dubna 1817)
- 13. května – Kašpar Mašek, skladatel působící ve Slovinsku (* 6. ledna 1794)
- 19. června – Hermann Zwierzina, první starosta Moravské Ostravy (* 12. října 1825)
- 19. října – Anna Náprstková, podnikatelka a filantropka (* 24. dubna 1788)
- 7. listopadu – Jan Pavel Martinovský, hudební skladatel (* 12. dubna 1808)
- 17. listopadu – Leopold Schwarzenberg, rakouský generál (* 18. listopadu 1803)

### Svět

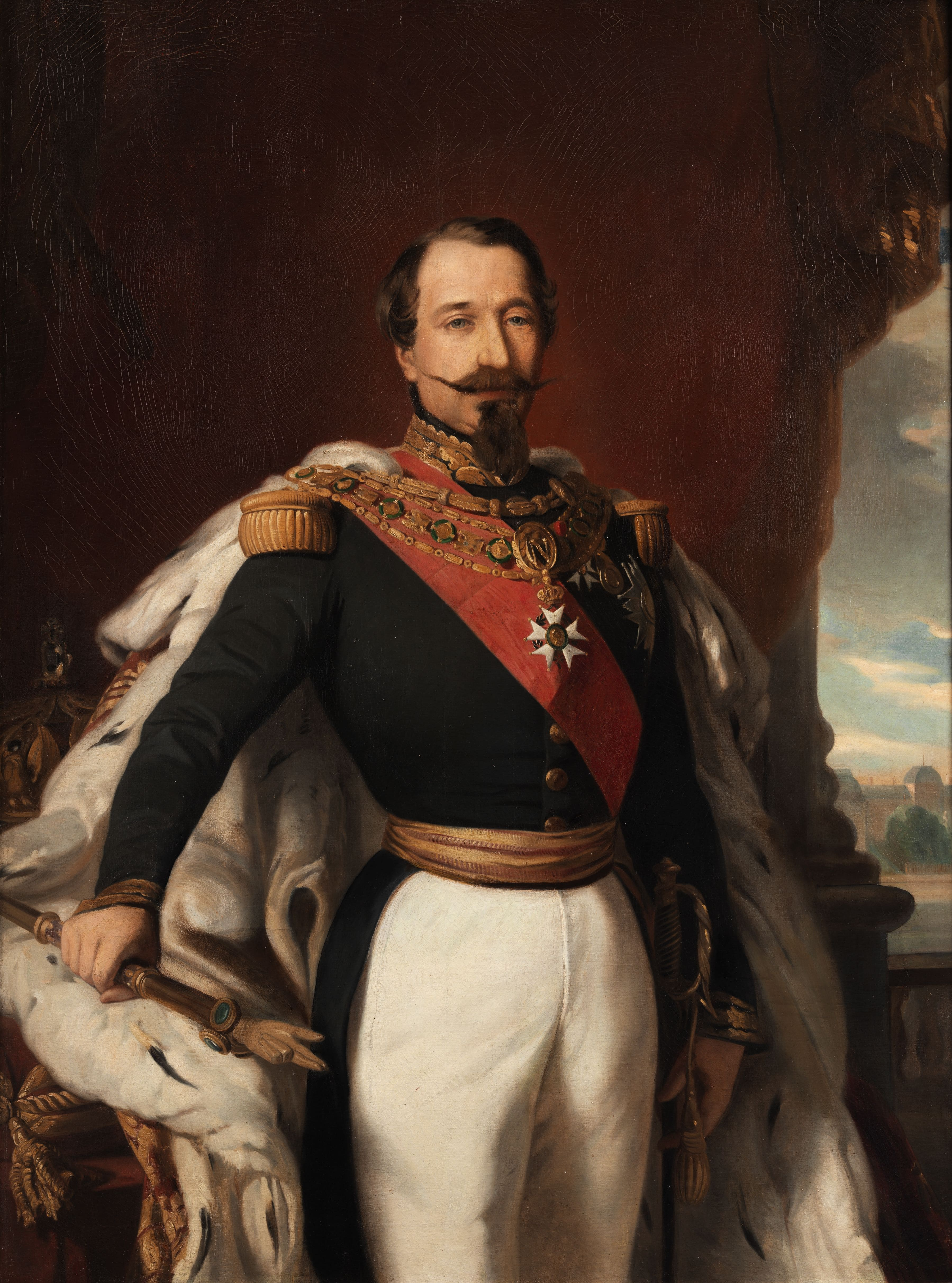
Napoleon III. († 9. ledna)

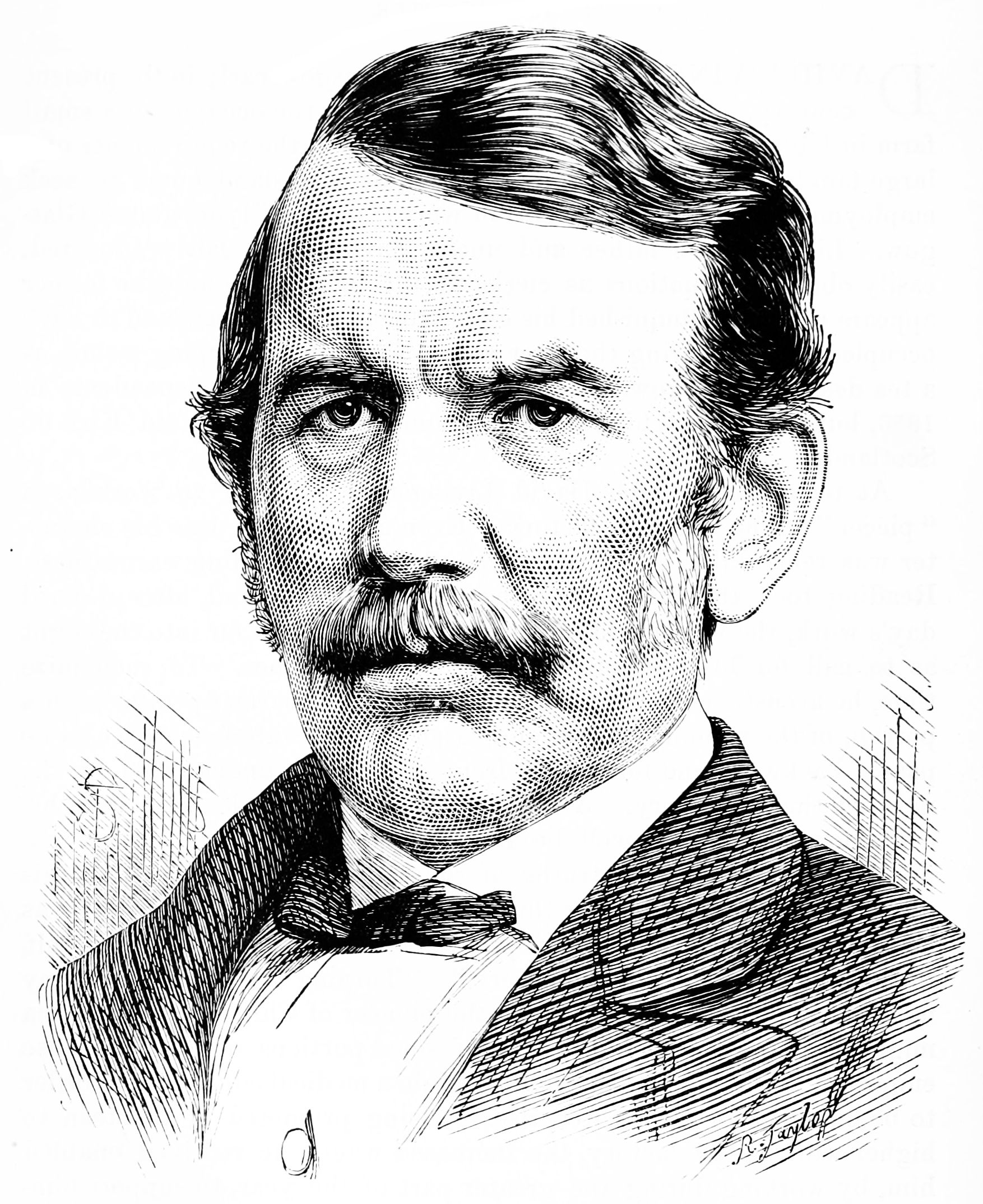
David Livingstone († 1. května)

- 1. ledna – Saint-Marc Girardin, francouzský politik a literární kritik (* 19. února 1801)
- 9. ledna – Napoleon III., francouzský císař (* 20. dubna 1808)
- 18. ledna – Edward Bulwer-Lytton, anglický spisovatel a politik (* 25. května 1803)
- 26. ledna – Amélie de Beauharnais, brazilská císařovna (* 31. července 1812)
- 1. února – Mathew Fontaine Maury, americký astronom, historik a oceánograf (* 14. ledna 1806)
- 2. února – Šarlota Württemberská, ruská velkokněžna (* 9. ledna 1807)
- 7. února – Joseph Sheridan Le Fanu, irský prozaik, básník a dramatik (* 28. srpna 1814)
- 9. února – Karolína Augusta Bavorská, rakouská císařovna, manželka Františka I. (* 8. února 1792)
- 10. března – Pavlína Württemberská, královna württemberská (* 4. srpen 1800)
- 18. února – Vasil Levski, bulharský vlastenec a revolucionář (* 18. července 1837)
- 14. března – Joseph Schlegel, rakouský metalurgický odborník a politik (* 12. srpna 1803)
- 25. března – Wilhelm Marstrand, dánský malíř (* 24. prosince 1810)
- 20. března – William Brydon, britský chirurg (* 10. října 1811)
- 29. března – Persida Nenadović, srbská kněžna (* 15. února 1813)
- 17. dubna – Semen Hulak-Artemovskyj, ukrajinský zpěvák, hudební skladatel a herec (* 16. února 1813)
- 18. dubna – Justus von Liebig, německý chemik (* 12. května 1803)
- 1. května – David Livingstone, skotský misionář, lékař a cestovatel (* 19. března 1813)
- 7. května – Salmon P. Chase, americký právník a politik (* 13. ledna 1808)
- 8. května – John Stuart Mill, anglický filosof, ekonom a politik (* 20. května 1806)
- 15. května – Alexandr Ioan Cuza, kníže Valašska a Moldávie (* 20. března 1820)
- 22. května – Alessandro Manzoni, italský básník a romanopisec (* 7. března 1785)
- 16. června – Eugène Flachat, francouzský konstruktér a stavitel železnic (* 16. dubna 1802)
- 5. července – Giovanni Carnovali, italský malíř (* 29. září 1804)
- 8. července – Franz Xaver Winterhalter, německý malíř (* 20. dubna 1805)
- 13. července – Samuel Jurkovič, slovenský učitel a propagátor družstevnictví (* 9. února 1796)
- 18. července – Ferdinand David, německý houslový virtuóz a skladatel (* 19. června 1810)
- 24. července – Noël Marie Paymal Lerebours, francouzský optik, fotograf a vydavatel (* 15. února 1807)
- 27. července – Fjodor Ivanovič Ťutčev, ruský básník (* 5. prosince 1803)
- 1. srpna – Cecilia Underwood, vévodkyně z Inverness, manželka britského prince Augusta Frederika (* 1785/89)
- 22. září – August Breithaupt, německý mineralog (* 18. května 1791)
- 28. září – Émile Gaboriau, francouzský spisovatel (* 9. listopadu 1835)
- 2. října – Friedrich Moritz von Burger, ministr námořnictva Rakouského císařství (* 4. července 1804)
- 9. října – John Evan Thomas, velšský sochař (* 15. ledna 1810)
- 16. října – Joseph Saxton, americký vynálezce a fotograf (* 22. března 1799)
- 29. října – Jan I. Saský, saský král (* 12. prosince 1801)
- 14. prosince
  - Louis Agassiz, švýcarský přírodovědec (* 28. května 1807)
  - Alžběta Ludovika Bavorská, pruská královna (* 13. listopadu 1801)
- ? – Honinbó Šúwa, japonský profesionální hráč go (* 1820)

## Hlavy států
- Papež – Pius IX. (1846–1878)

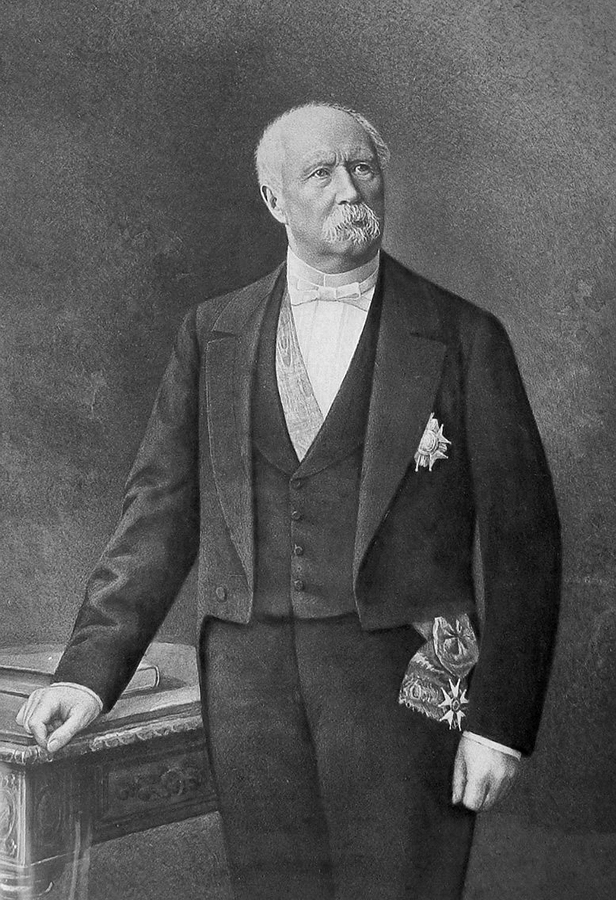
V roce 1873 se stal Patrice de Mac-Mahon druhým prezidentem Francouzské republiky

- Království Velké Británie – Viktorie (1837–1901)
- Francie – Adolphe Thiers (1871–1873) / Patrice de Mac-Mahon (1873–1879)
- Uherské království – František Josef I. (1848–1916)
- Rakouské císařství – František Josef I. (1848–1916)
- Rusko – Alexandr II. (1855–1881)
- Prusko – Vilém I. (1861–1888)
- Dánsko – Kristián IX. (1863–1906)
- Švédsko – Oskar II. (1872–1907)
- Belgie – Leopold II. Belgický (1865–1909)
- Nizozemsko – Vilém III. Nizozemský (1849–1890)
- Řecko – Jiří I. Řecký (1863–1913)
- Portugalsko – Ludvík I. Portugalský (1861–1889)
- Itálie – Viktor Emanuel II. (1861–1878)
- Rumunsko – Karel I. Rumunský (1866–1881 kníže, 1881–1914 král)
- Osmanská říše – Abdulaziz (1861–1876)
- USA – Ulysses S. Grant (1869–1877)
- Japonsko – Meidži (1867–1912)